# Dikamba
Dikamba (3,6-dihloro-2-metoksibenzojeva kiselina) je herbicid širokog spektra. Prodajna imena formulacija ovog herbicida su Banvel, Diablo, Oracle i Vanquish. Ovo hemijsko jedinjenje je organohlorid i derivat benzojeve kiseline.

## Upotreba herbicida
Dikamba kontroliše godišnje i višegodišnje rožaste korove u žitaricama i visinskim usevima, i koristi se za kontrolu žbunja i paprati na pašnjacima, kao i mahuna i kaktusa. On ubija širokolistne korove pre i nakon nicanja. U kombinaciji sa fenoksi herbicidima ili sa drugim herbicidima, dikamba se koristi na pašnjacima i površinama koji nisu pod usevima (duž ograda, puteva, i na pustarama) za kontrolu korova. Dikamba je toksična za četinarske vrste, ali je generalno manje toksična za trave.
Dikamba funkcioniše putem ubrzavanja biljnog rasta. Pri dovoljnim koncentracijama, biljka preraste svoje hranljive materijale i umire.

## Osobine
Dikamba je organsko jedinjenje, koje sadrži 8 atoma ugljenika i ima molekulsku masu od 221,037 .
| Osobina                  | Vrednost |
| ------------------------ | -------- |
| Broj akceptora vodonika  | 3        |
| Broj donora vodonika     | 1        |
| Broj rotacionih veza     | 2        |
| Particioni koeficijent ( | 2,8      |
| Rastvorljivost (logS, log(mol/L))       | -3,1     |
| Polarna površina (PSA, Å2)  | 46,5     |

## Literatura
- Clayden, Jonathan; Greeves, Nick; Warren, Stuart; Wothers, Peter (2001). Organic Chemistry (I изд.). Oxford University Press. ISBN 978-0-19-850346-0.
- Smith, Michael B.; March, Jerry (2007). Advanced Organic Chemistry: Reactions, Mechanisms, and Structure (6th изд.). New York: Wiley-Interscience. ISBN 0-471-72091-7.
- Katritzky A.R.; Pozharskii A.F. (2000). Handbook of Heterocyclic Chemistry (Second изд.). Academic Press. ISBN 0080429882.